# Rubén Soria
Rubén Soria (23 gennaio 1935) è un ex calciatore uruguaiano, di ruolo difensore.

## Carriera
Con la Nazionale uruguaiana ha preso parte ai Mondiali 1962.